# Cristorel, Cluj
Cristorel (în maghiară: Erdökeresztúr) este un sat în comuna Așchileu din județul Cluj, Transilvania, România.

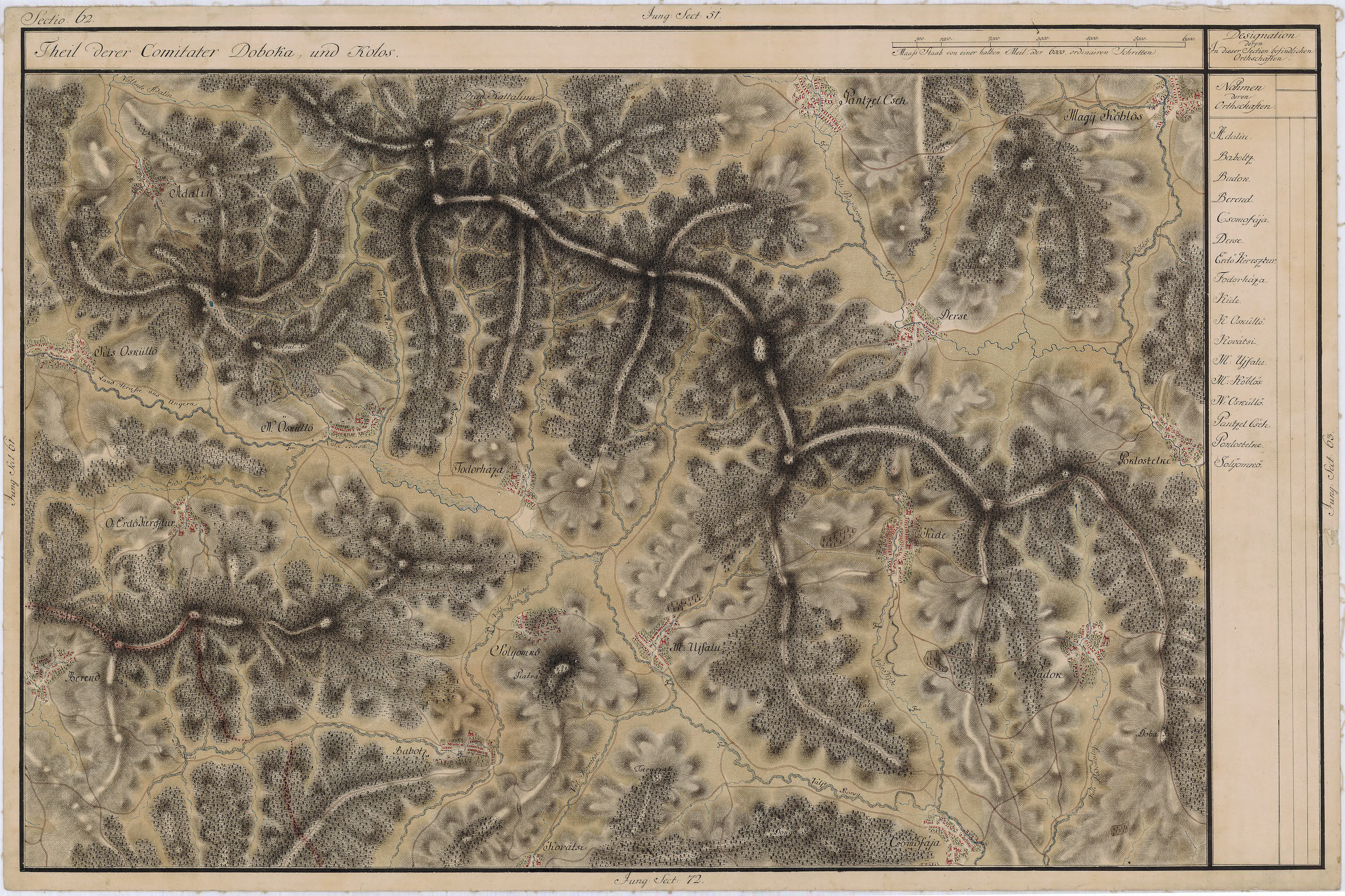
Cristorel pe Harta Iosefină a Transilvaniei, 1769-1773

## Lăcașuri de cult
În acest sat se găsește o biserică ortodoxă, o biserică reformată-calvină, o biserică penticostală și mănăstirea "Sf.Ilie și Sf.Lazăr".

## Monument dispărut
Fostul conac din satul Cristorel este înscris pe "Lista monumentelor istorice dispărute", elaborată de Ministerul Culturii și Cultelor în anul 2004 (datare: sec. XIX, cod 13B0337).

## Imagini

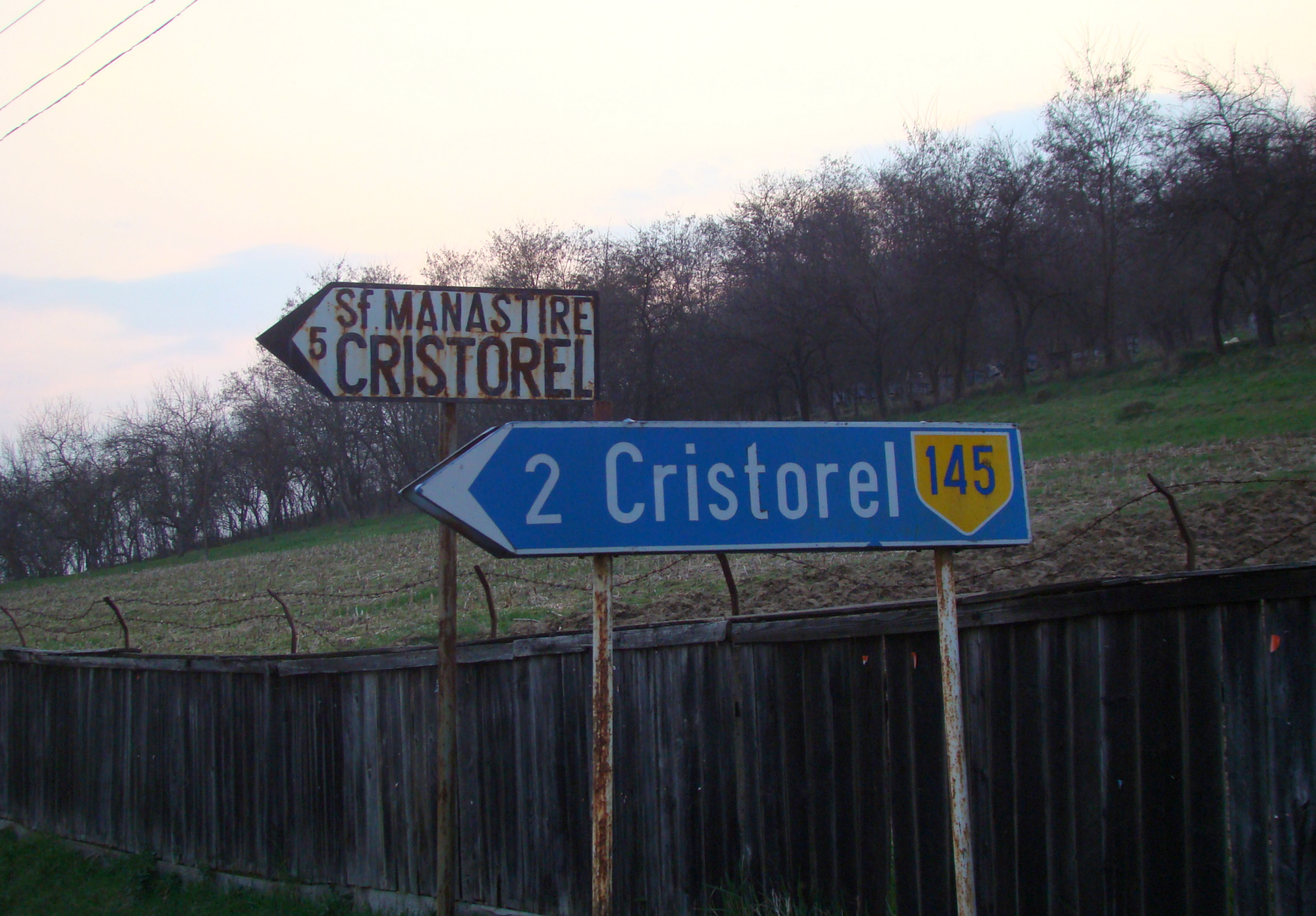
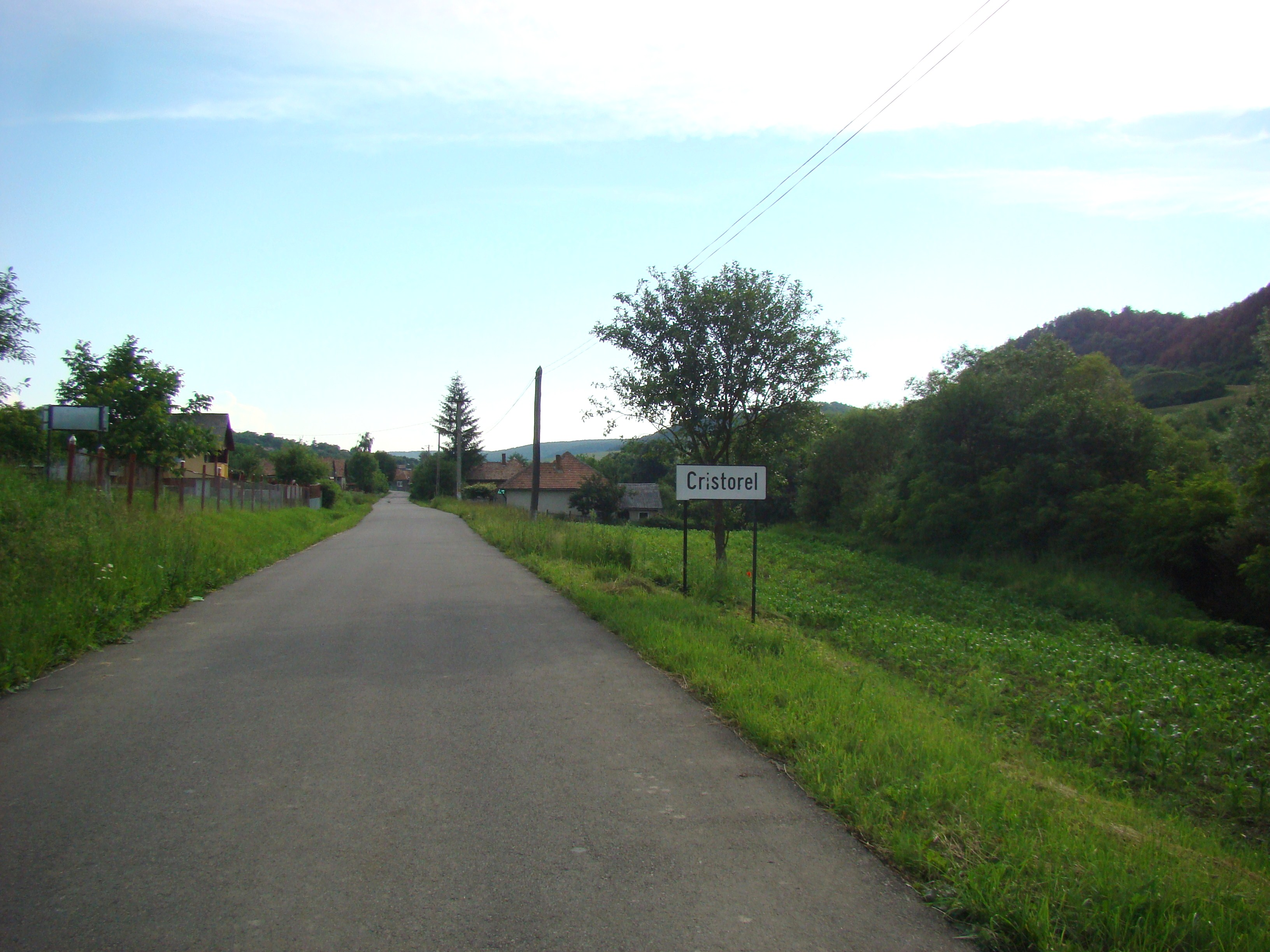
Intrarea în localitate
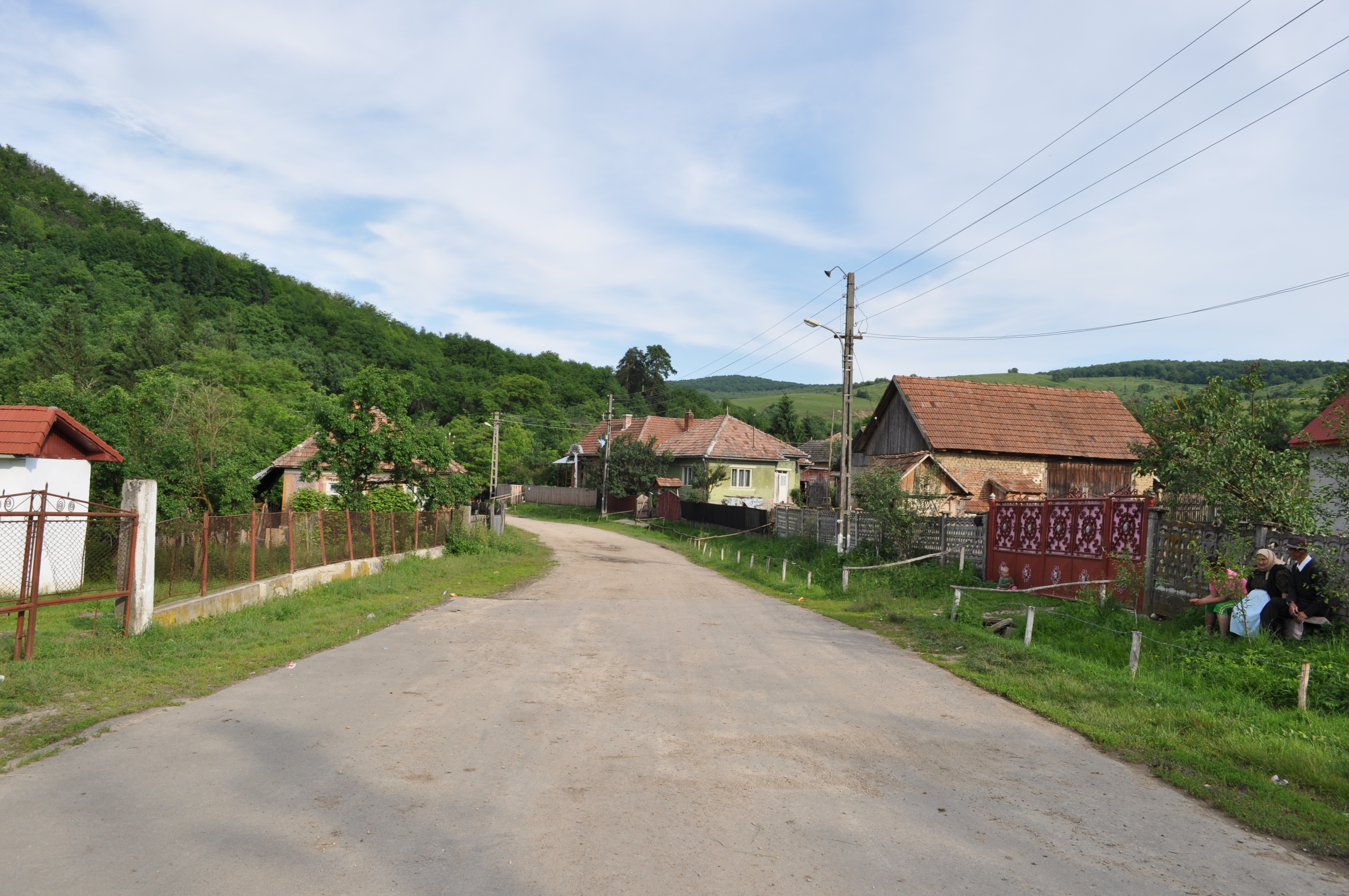
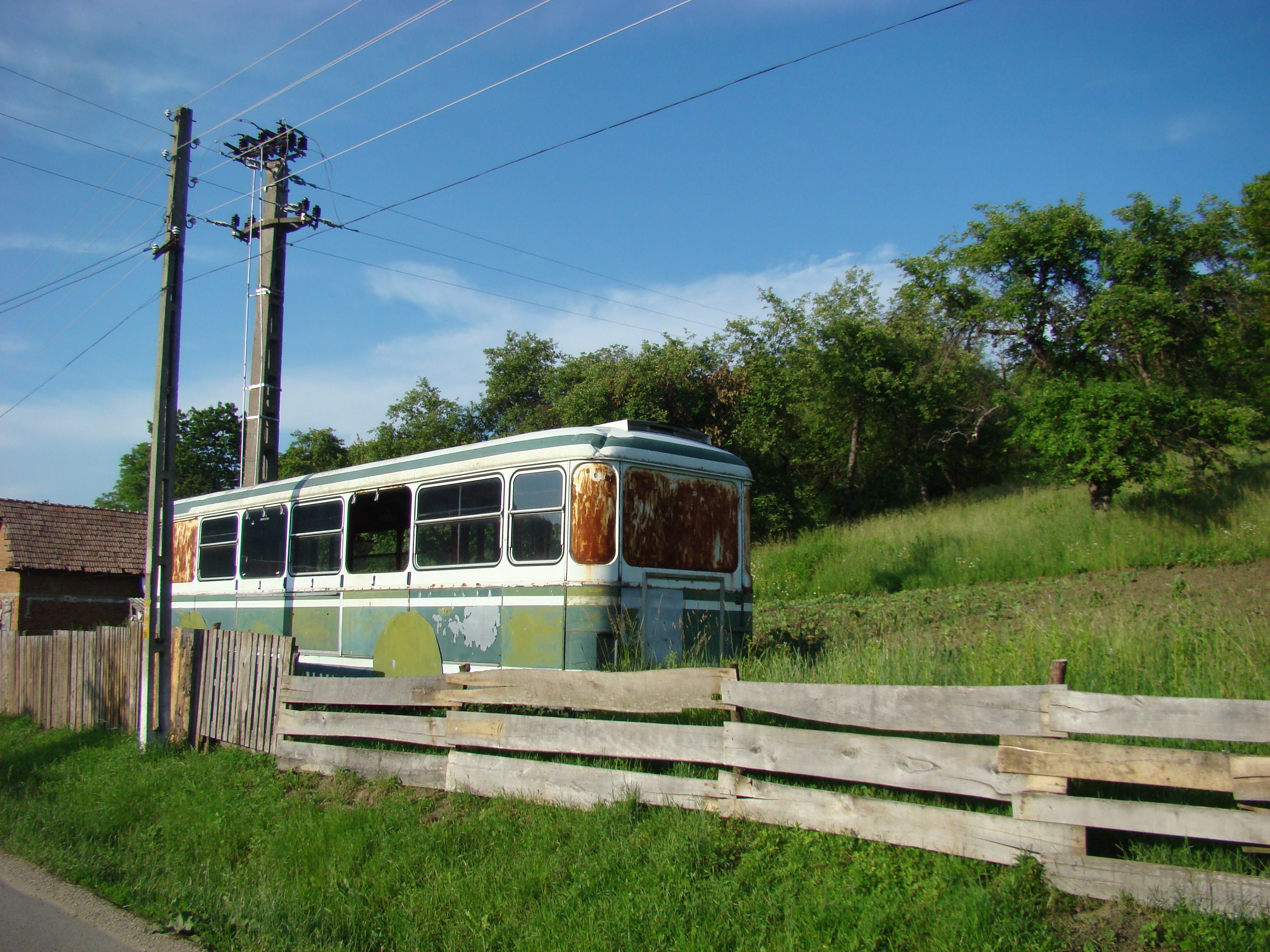
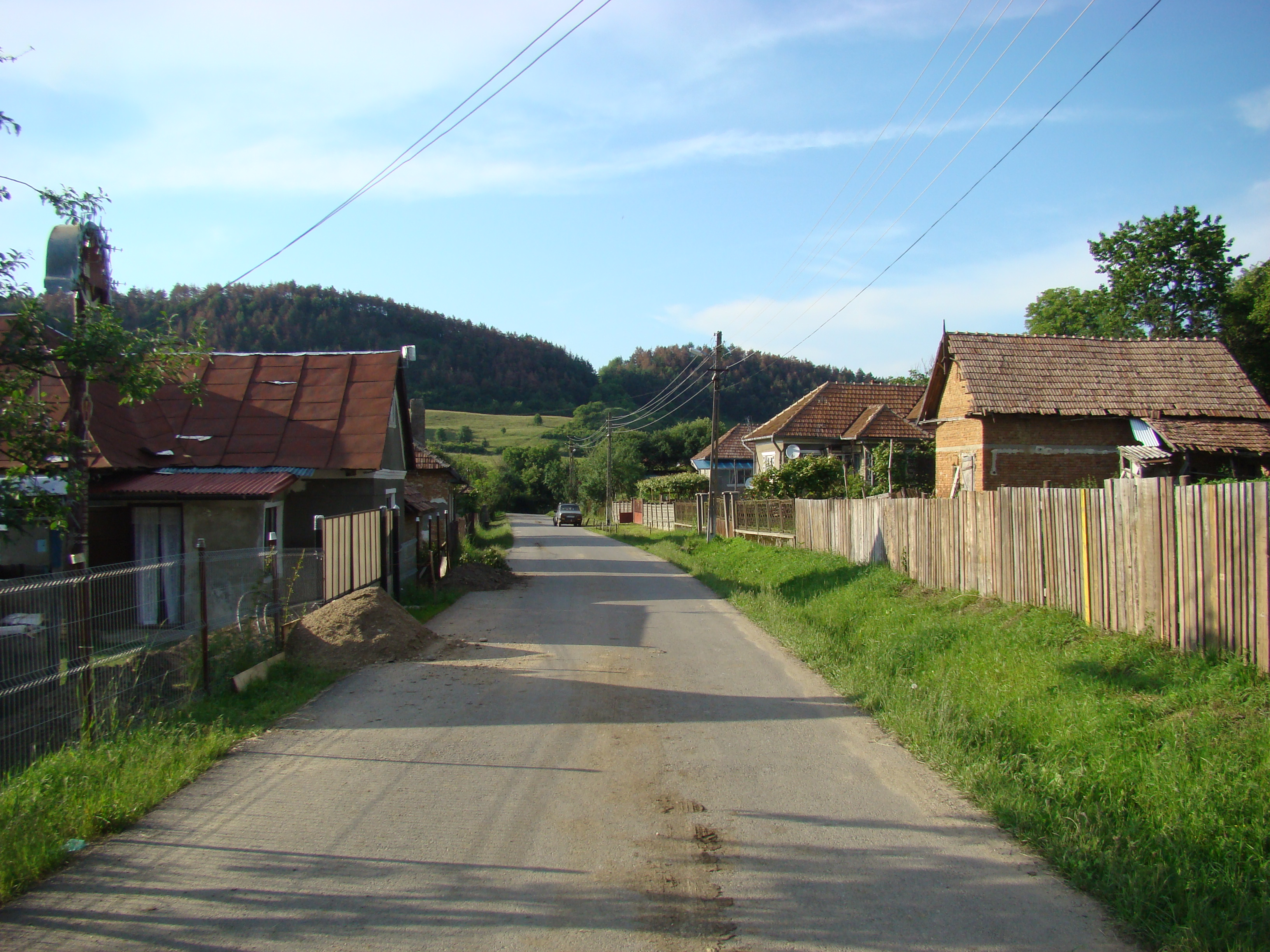
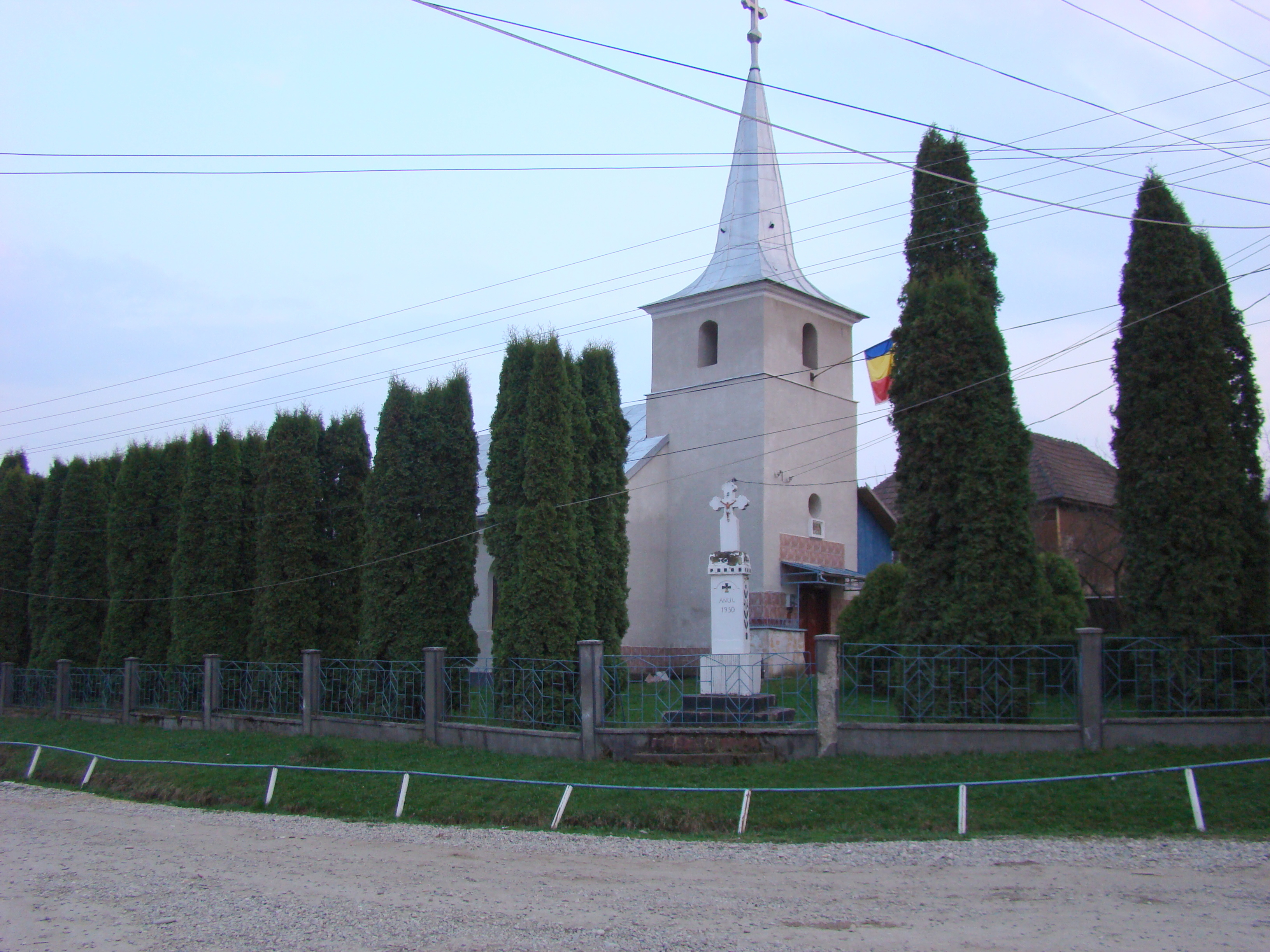
Biserica ortodoxă „Sfinții Arhangheli Mihail și Gavriil” (1894)
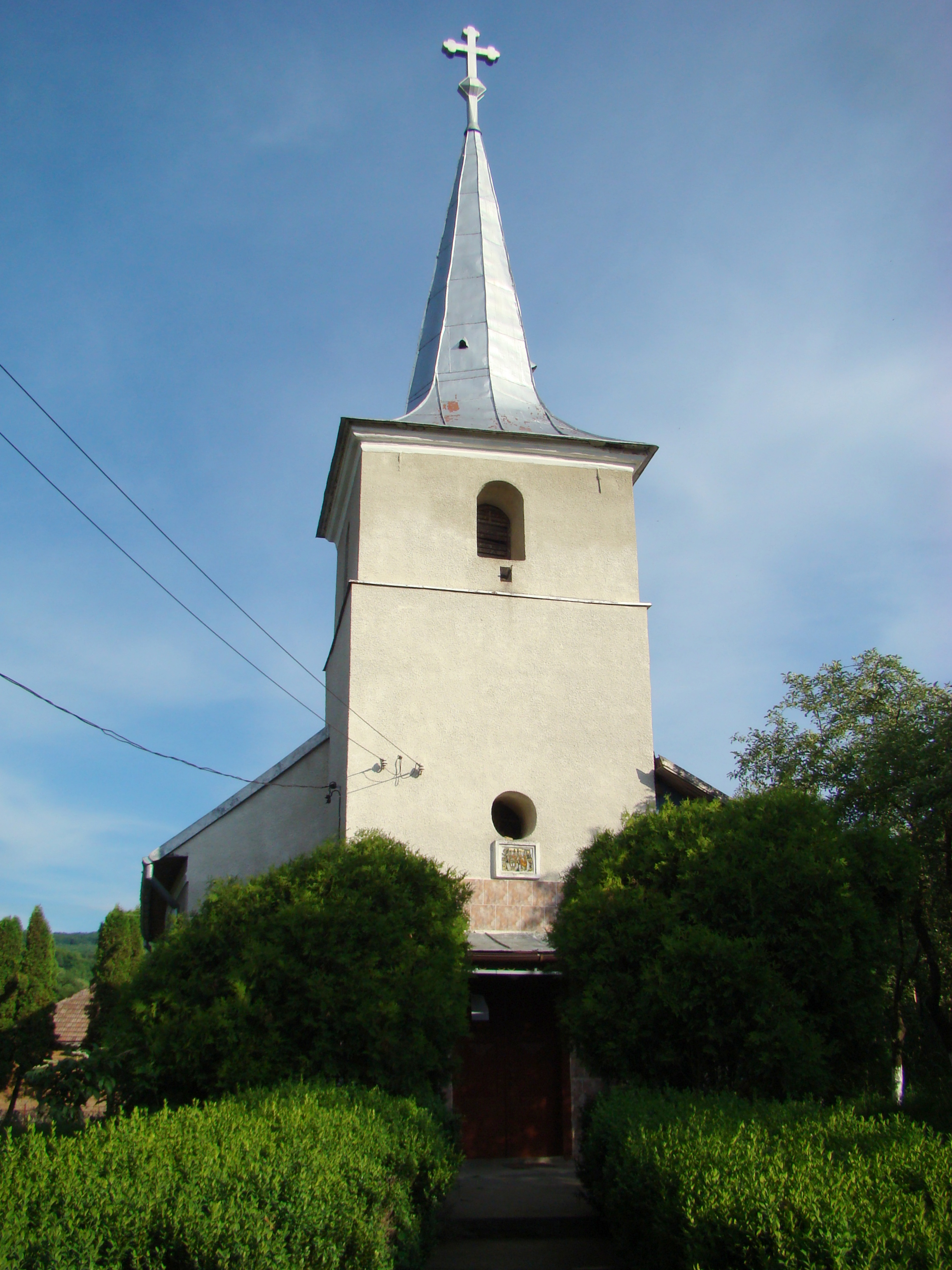
Biserica ortodoxă „Sfinții Arhangheli Mihail și Gavriil” (1894)
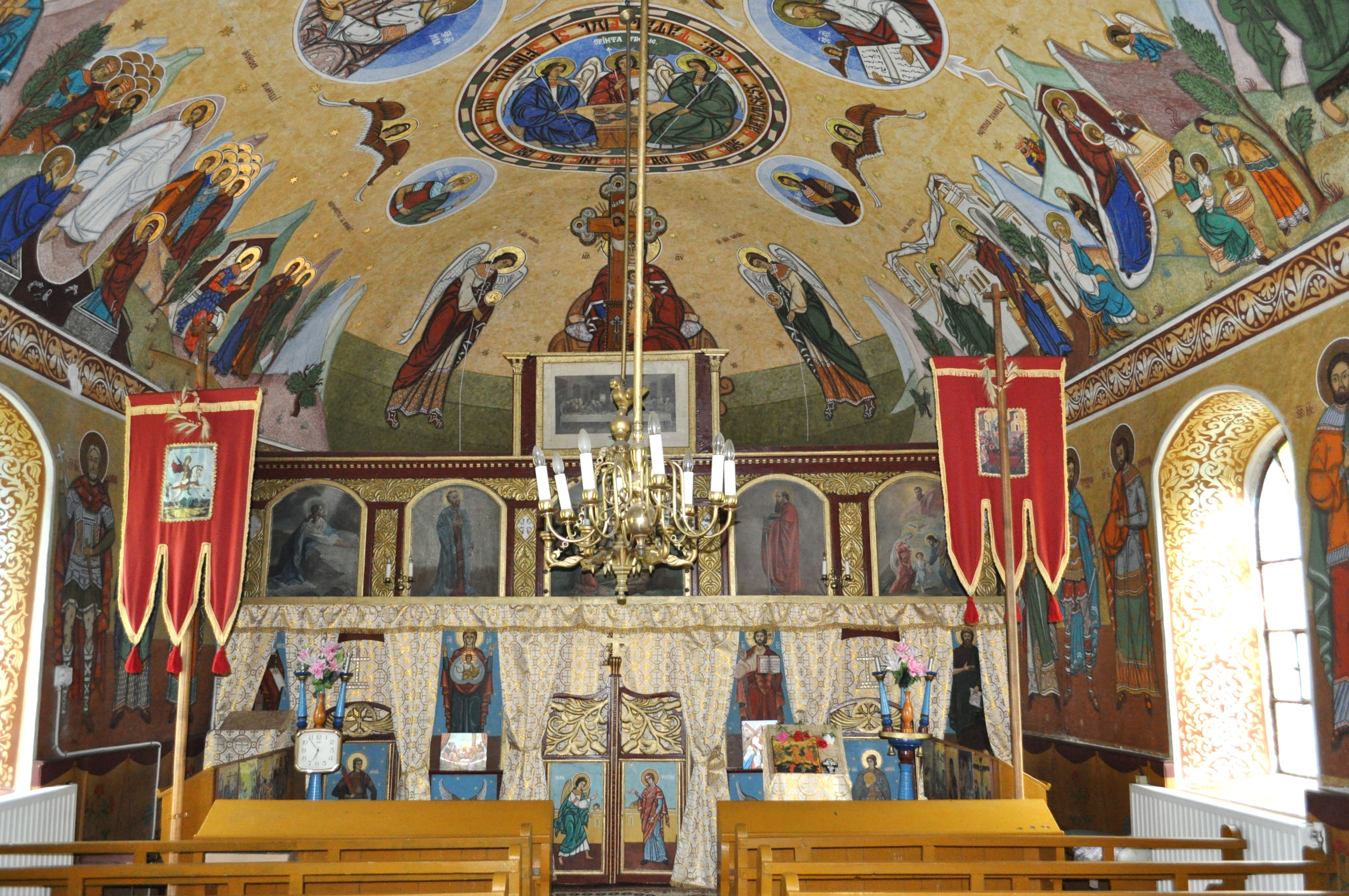
Biserica ortodoxă „Sfinții Arhangheli Mihail și Gavriil” (nava spre iconostas)
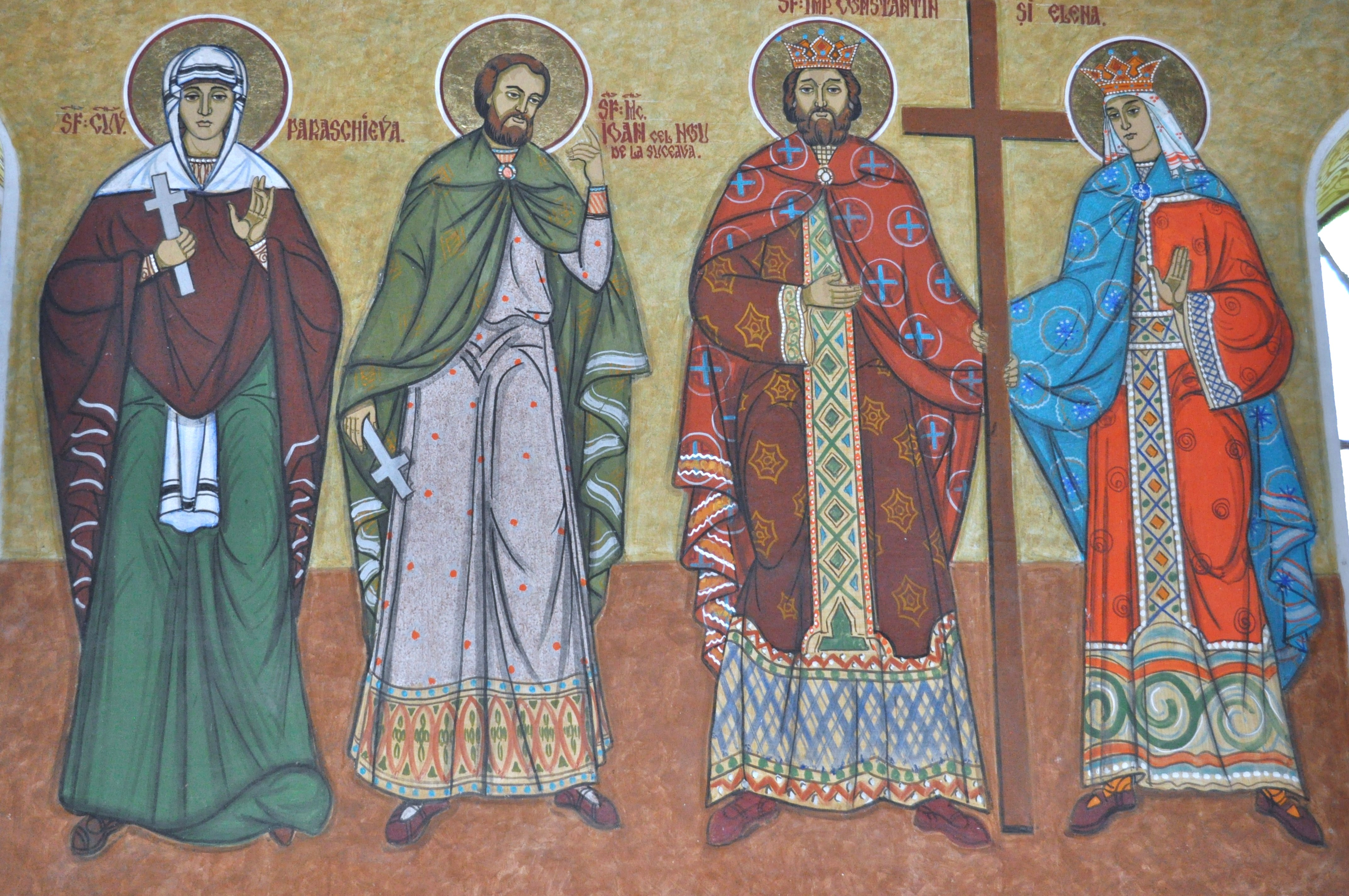
Biserica ortodoxă „Sfinții Arhangheli Mihail și Gavriil” (pictura parietală)
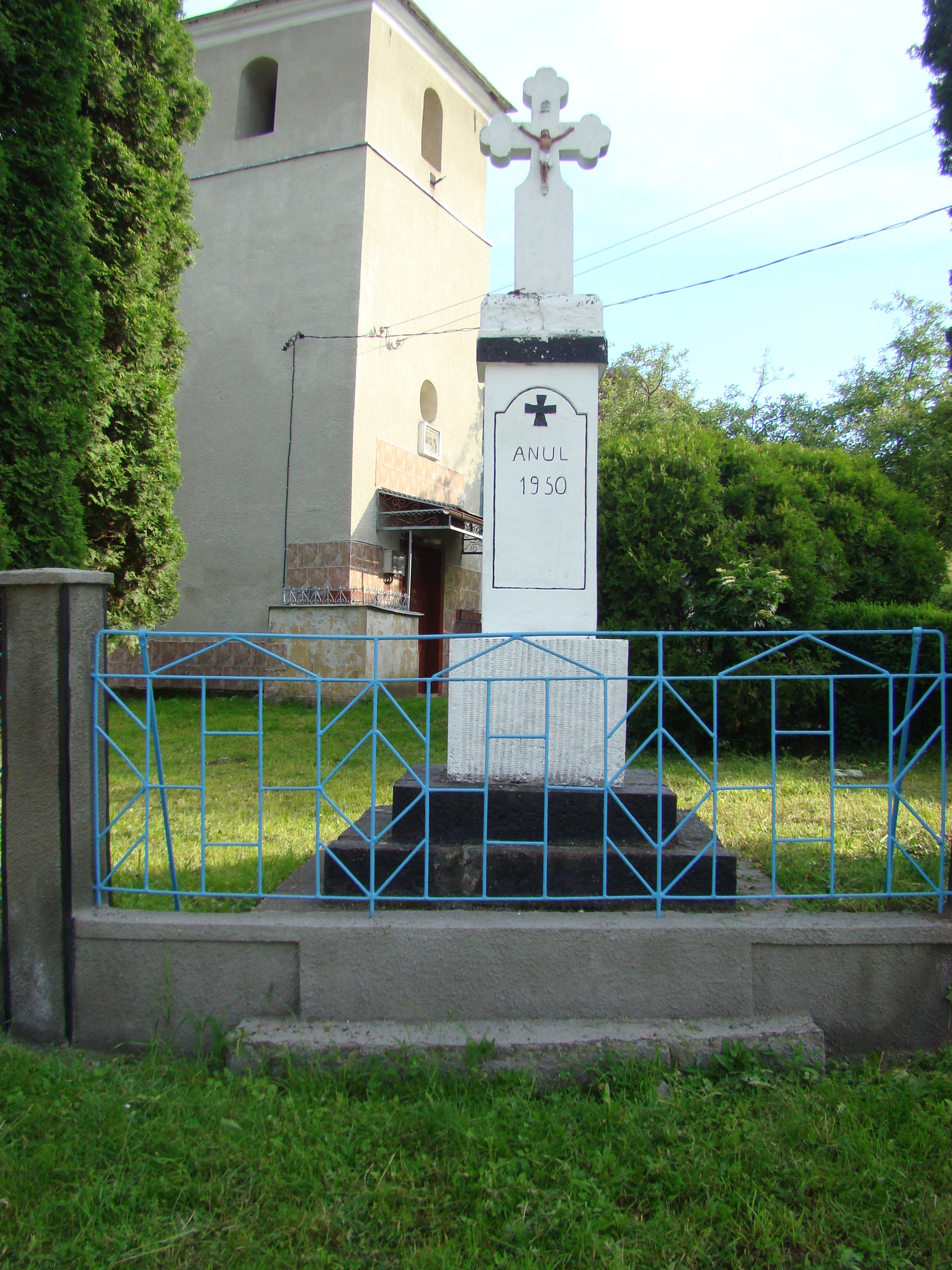
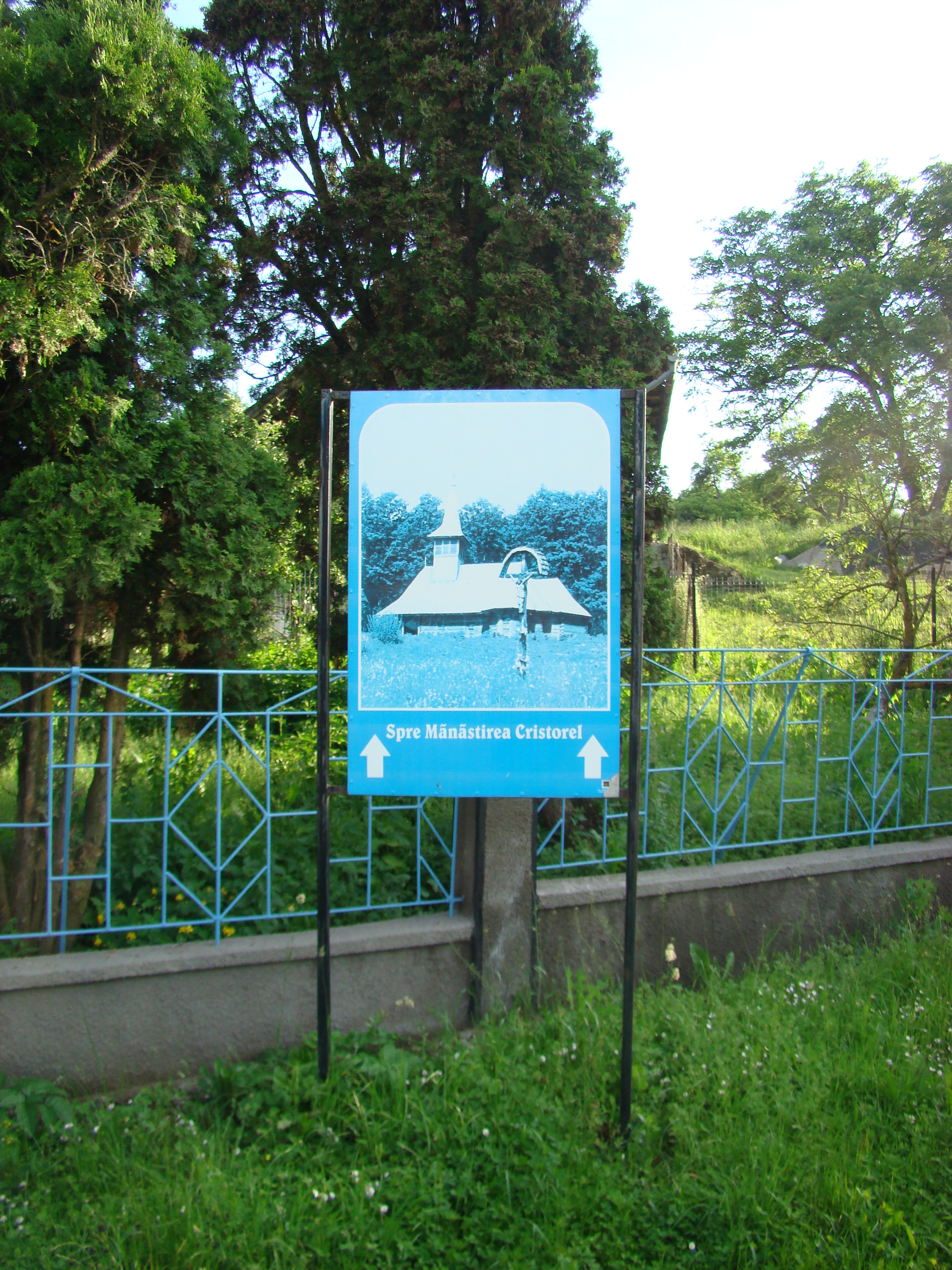
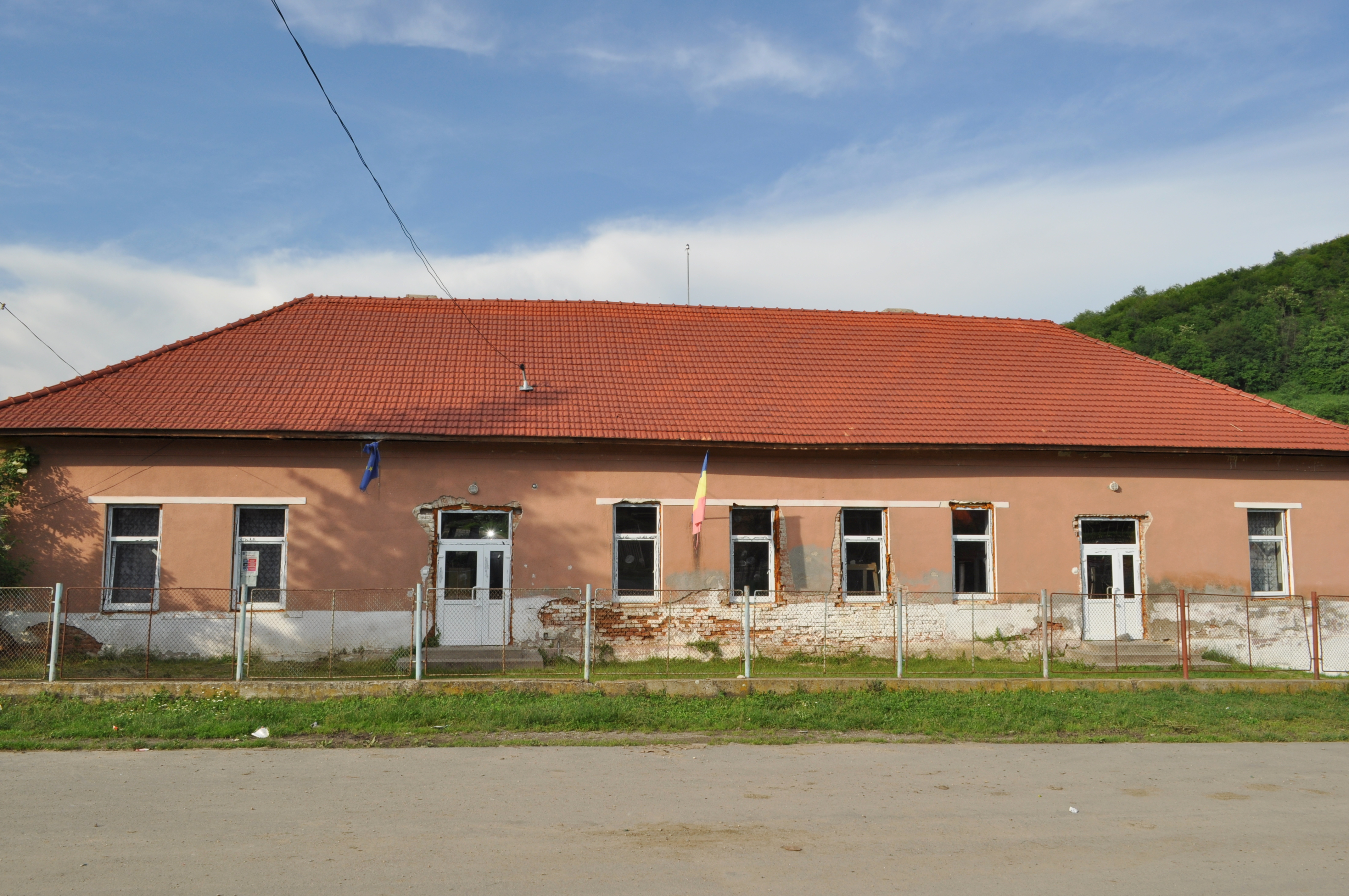
Școala
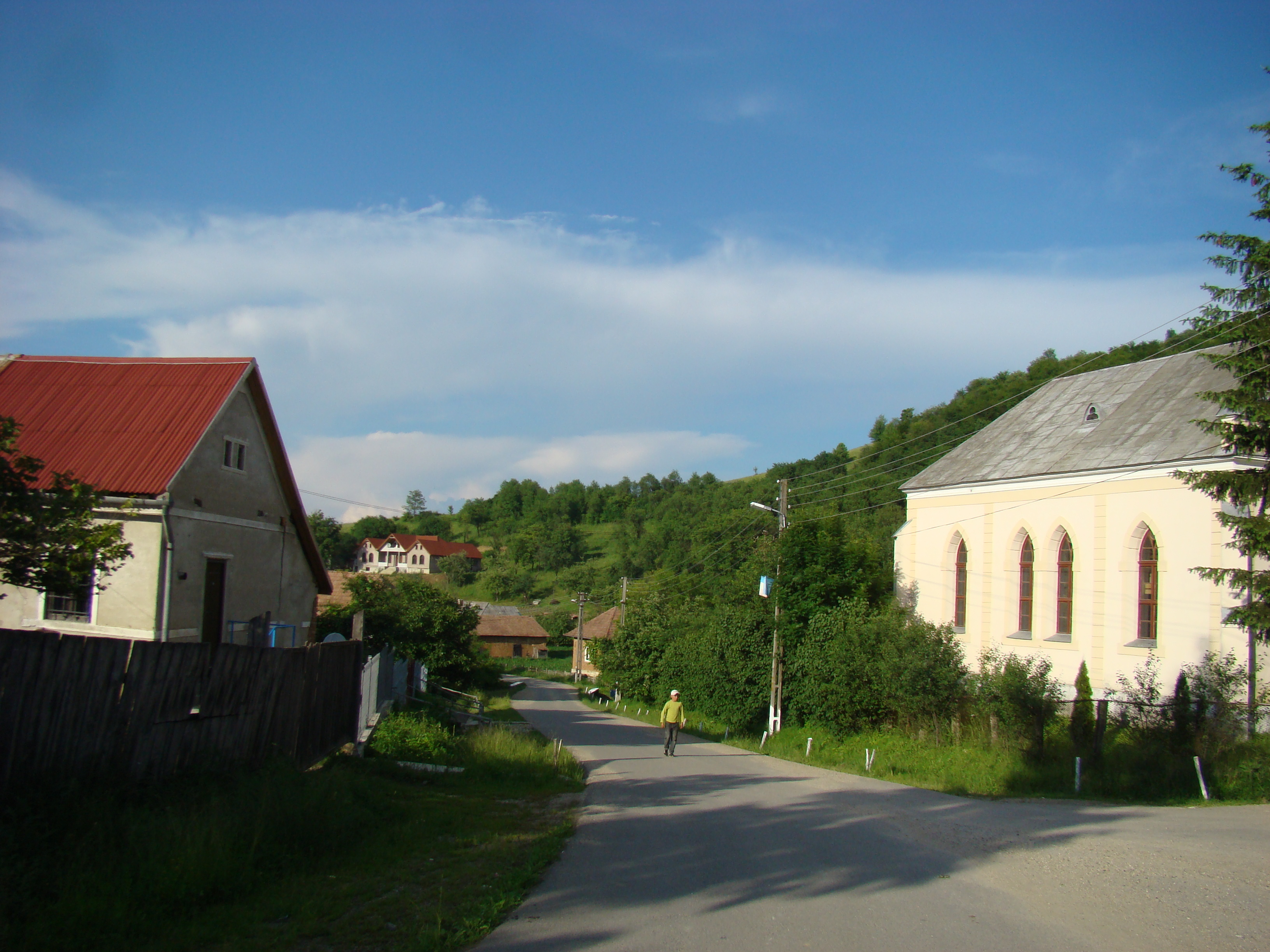
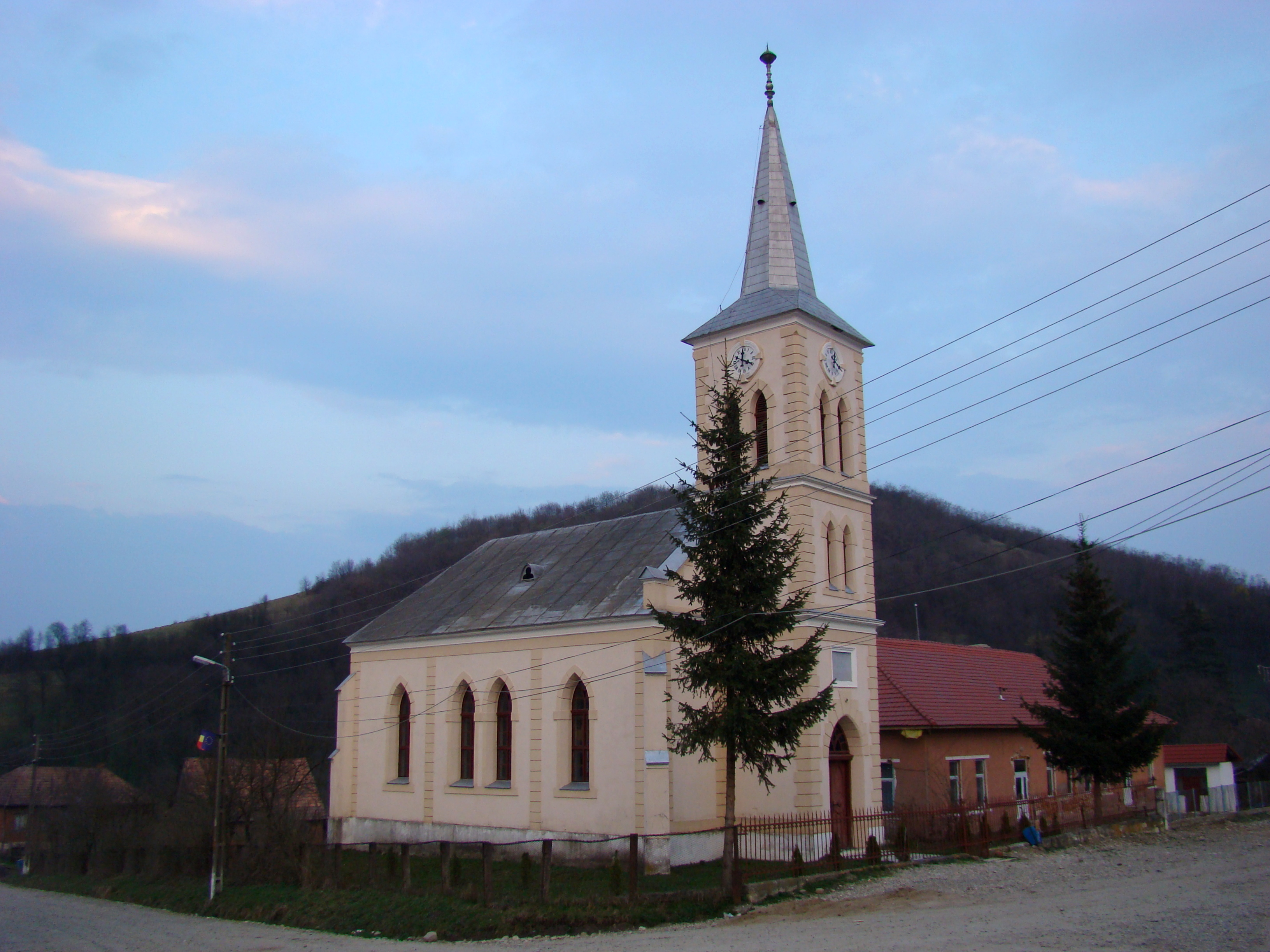
Biserica reformată (1902)
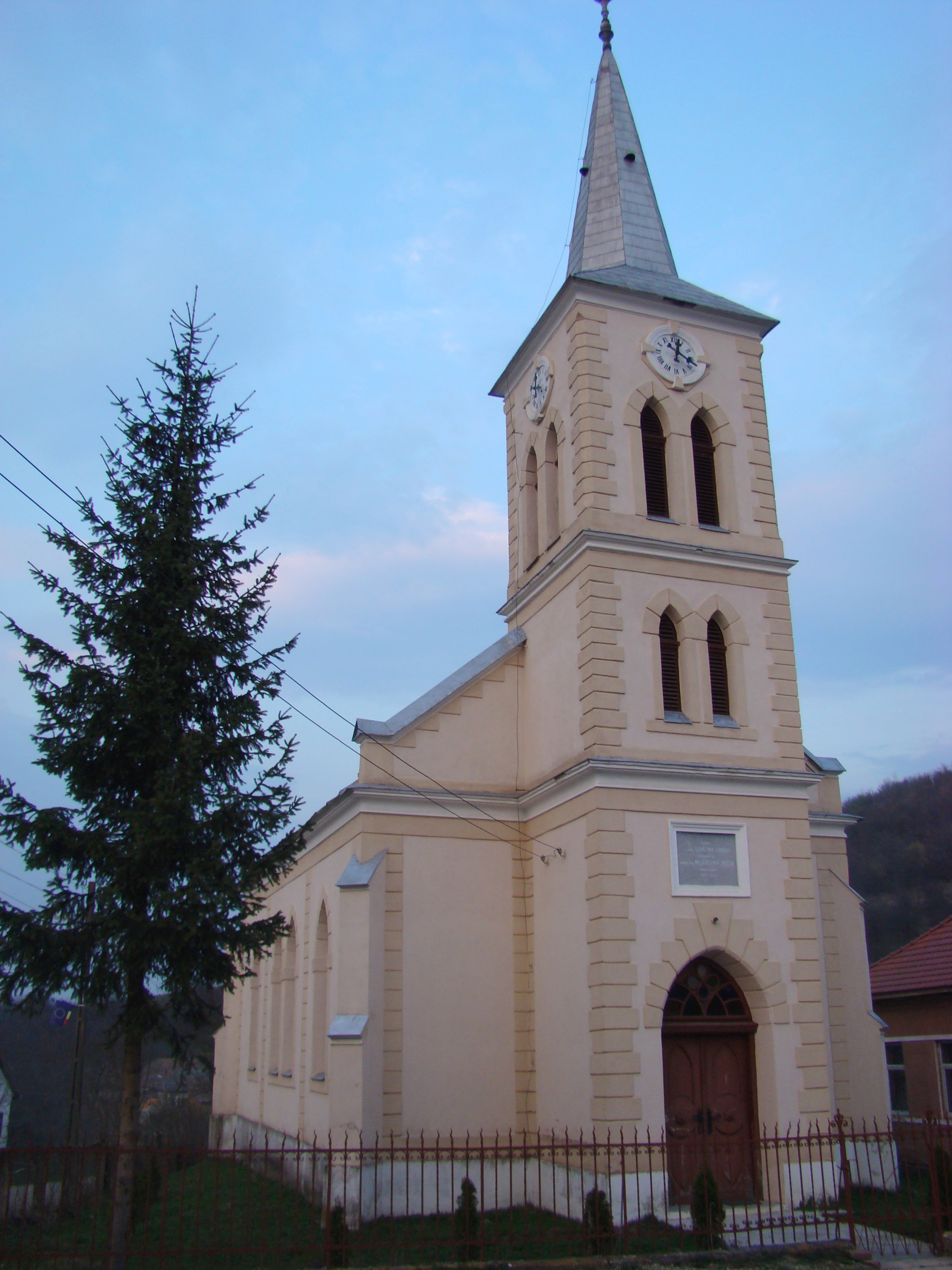
Biserica reformată (1902)
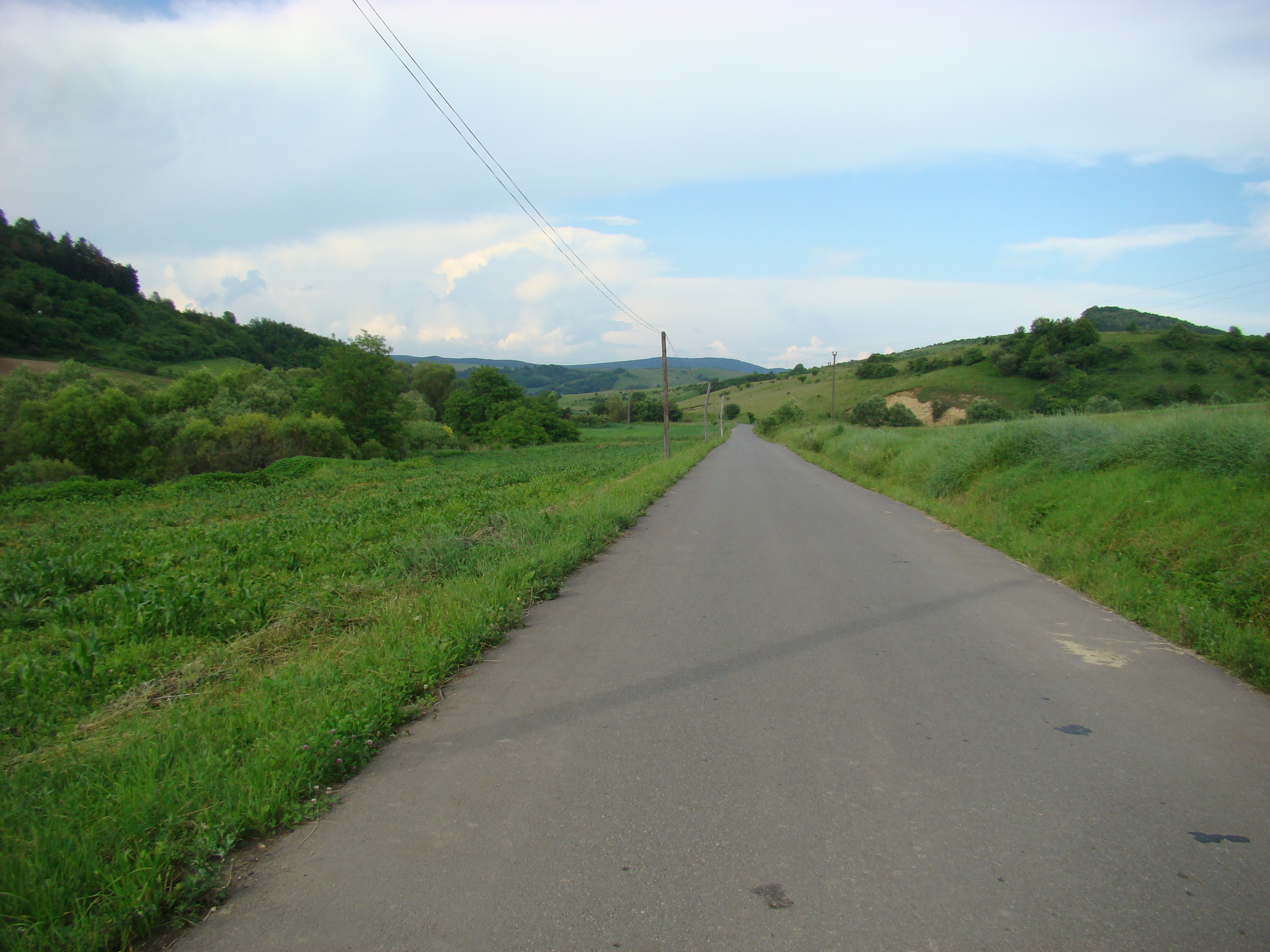